# Louis Guersan
Louis Guersan (v. 1702-1770) est un luthier français établi à Paris. Au XXIe siècle, plusieurs de ses productions se trouvent dans des collections publiques internationales.

## Biographie
Selon un manuscrit du 1er février 1758 relatif à son second mariage, où est indiqué son âge (56 ans), il naît aux alentours de 1702.
Certaines sources le donnent élève et successeur de Claude Pierray,,, d'autres, de Jacques Bocquay,.
En février 1758, veuf de Marguerite Françoise Lécuyer, il se remarie avec Marie Jeanne Zeltener, veuve également. Il a alors pour adresse rue des Fossés Saint-Germain à Paris, paroisse Saint-Sulpice.
Maître-juré comptable de la guilde des luthiers en 1736, 1748-1749, il en devient syndic en 1750, puis doyen en 1769,,,.
Il meurt à Paris, le 20 octobre 1770, rue des Fossés Saint-Germain-des-Prés.

## Production
Il est connu pour avoir fabriqué des violons, des altos, des violes de gambe, des violoncelles, des violes d'amour, des quintons et des guitares, mais il a été particulièrement prolifique dans le domaine des pardessus de viole,. Il utilisait le plus souvent du vernis à l’alcool jaune d'or ou rougeâtre assez sec.
L'Opéra lui a confié la réparation de ses instruments à cordes, et il a été le fournisseur de « Monseigneur le Dauphin »,.
Il a aussi été éditeur et marchand de partitions musicales.

## Activité
Son activité est attestée dès 1725.
Il a été le chef de file de l'école dite « Vieux Paris »,.

### Ateliers
- 1725 : rue de l'Évêque (au XXIe siècle, partiellement rue Boissy-d'Anglas)
- 1730 à 1770 : rue des Fossés Saint-Germain-des-Prés (au XXIe siècle, rue de l'Ancienne-Comédie)[12]

### Élèves
Il a enseigné son métier à de nombreux apprentis, parmi lesquels on trouve Pierre François Bertet, Jean Michel Boulant, Benoît Fleury, Jean Hénocque, Gabriel Koliker, François Lejeune, Nicolas Leroy, Louis Jacques Rastoin, Antoine Saint-Paul.

## Postérité
Selon Henri Poidras (1878-1952), « professeur expert luthier », « Ce luthier doit être placé au premier rang des ouvriers de son époque. Tout de grâce, son travail est irréprochable [...]. Ses instruments sont aussi recherchés que rares, aussi atteignent-ils de gros prix [...] ». Ces prix se maintiennent à un niveau élevé au XXIe siècle.
Xu Liang écrit en 2012 dans sa thèse de doctorat : « à la fin [de sa carrière], le style de Guersan est proche de celui de Stradivarius ».

## Collections

### Collections publiques
- Musée de la Musique de la Philharmonie de Paris : il présente plusieurs types d'instruments (violon, alto, violoncelle, pardessus de viole, quinton de viole)[10]
- Musée d'Art et d'Histoire de Genève[8]
- Musée de la Lutherie et de l'Archèterie françaises de Mirecourt[16]
- Metropolitan Museum of Art (The Met), New York :

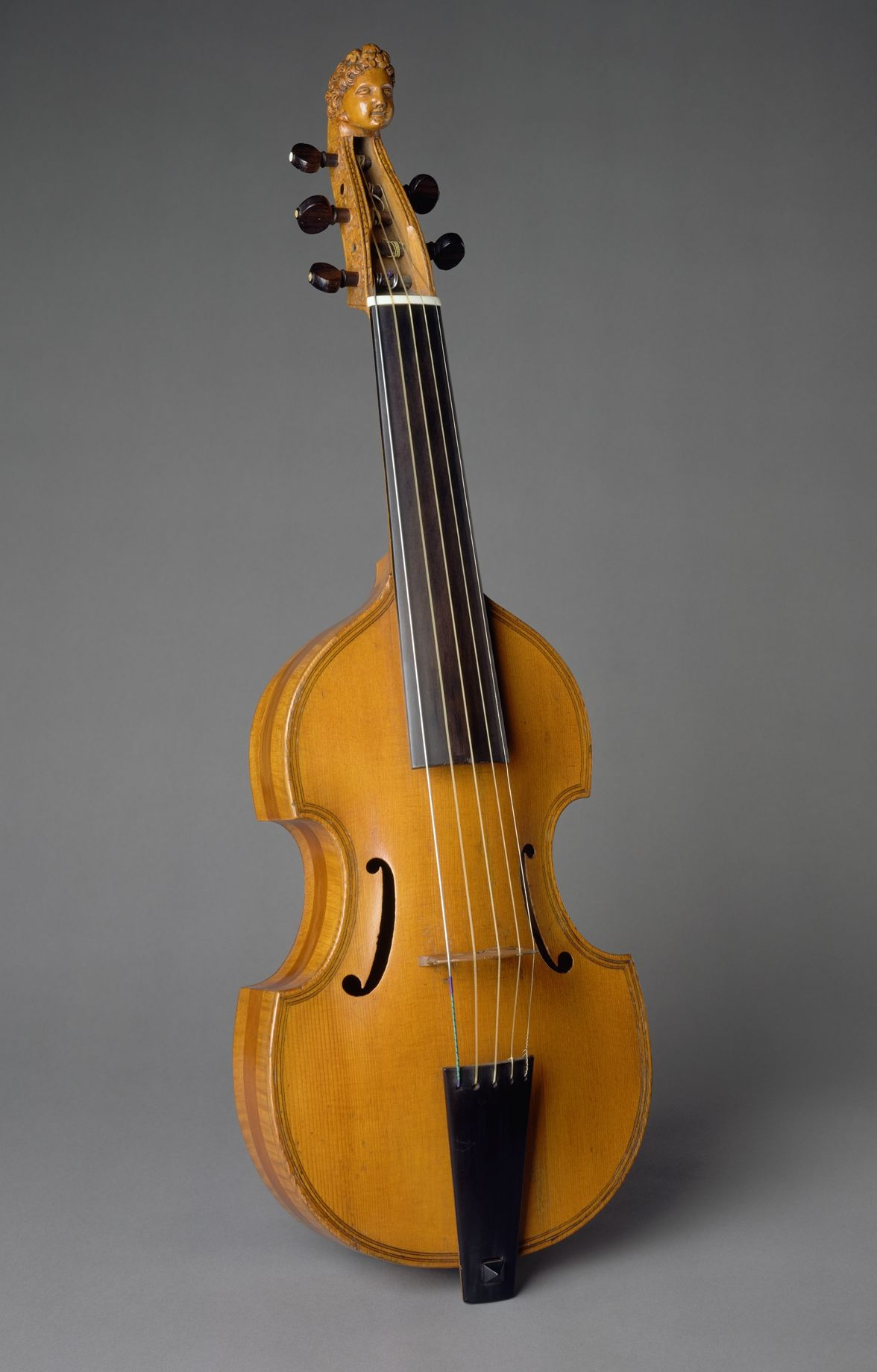
Pardessus de viole (Louis Guersan, 1770)

- National Museum of American History, Washington, D.C. :

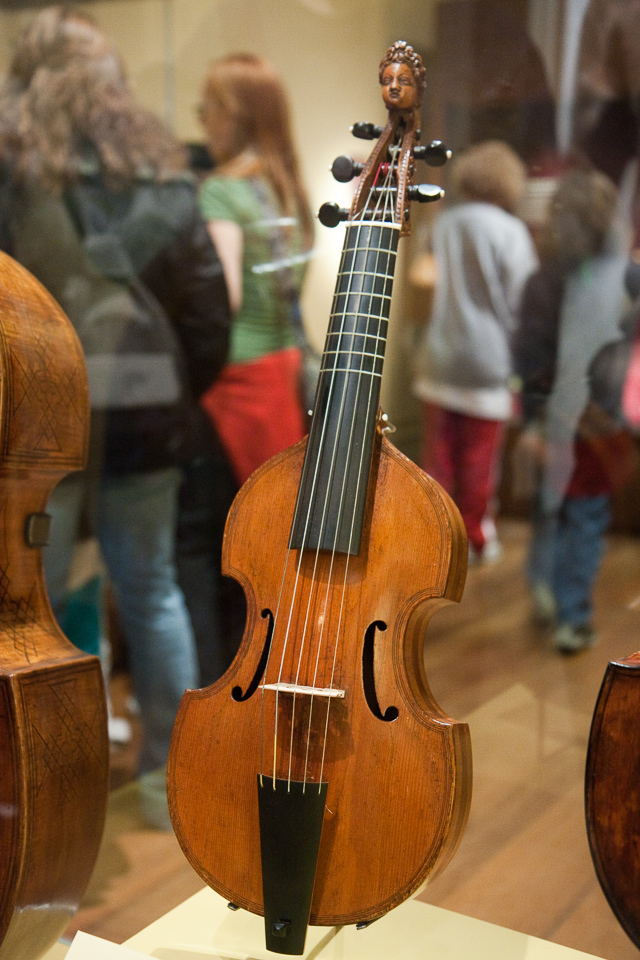
Pardessus de viole (Louis Guersan, 1762)

- Boston Symphony Orchestra, collection Henri Casadesus d'instruments de musique historiques (Collection of Historic Musical Instruments, Boston :

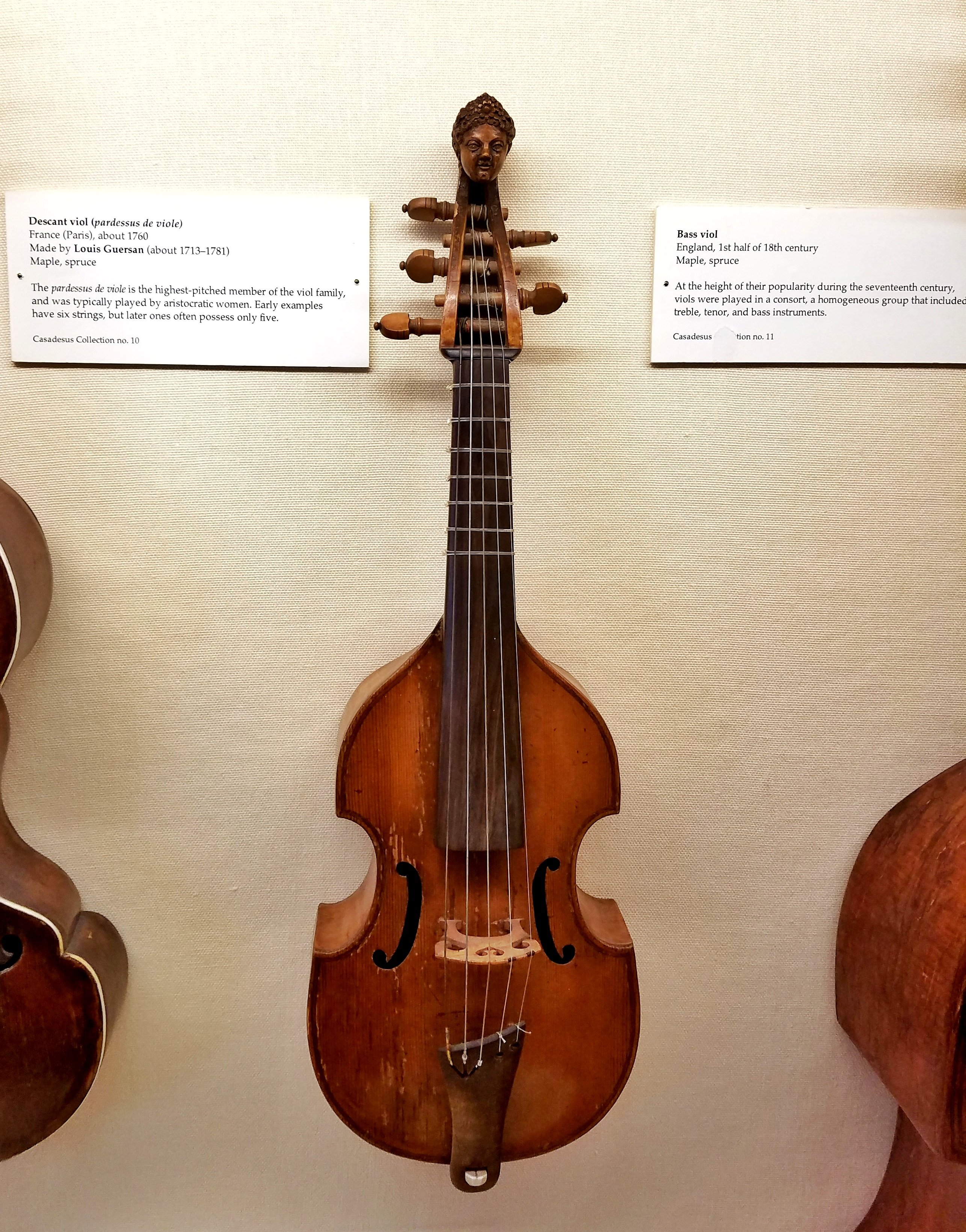
Pardessus de viole (Louis Guersan, v. 1760)

### Collections diverses

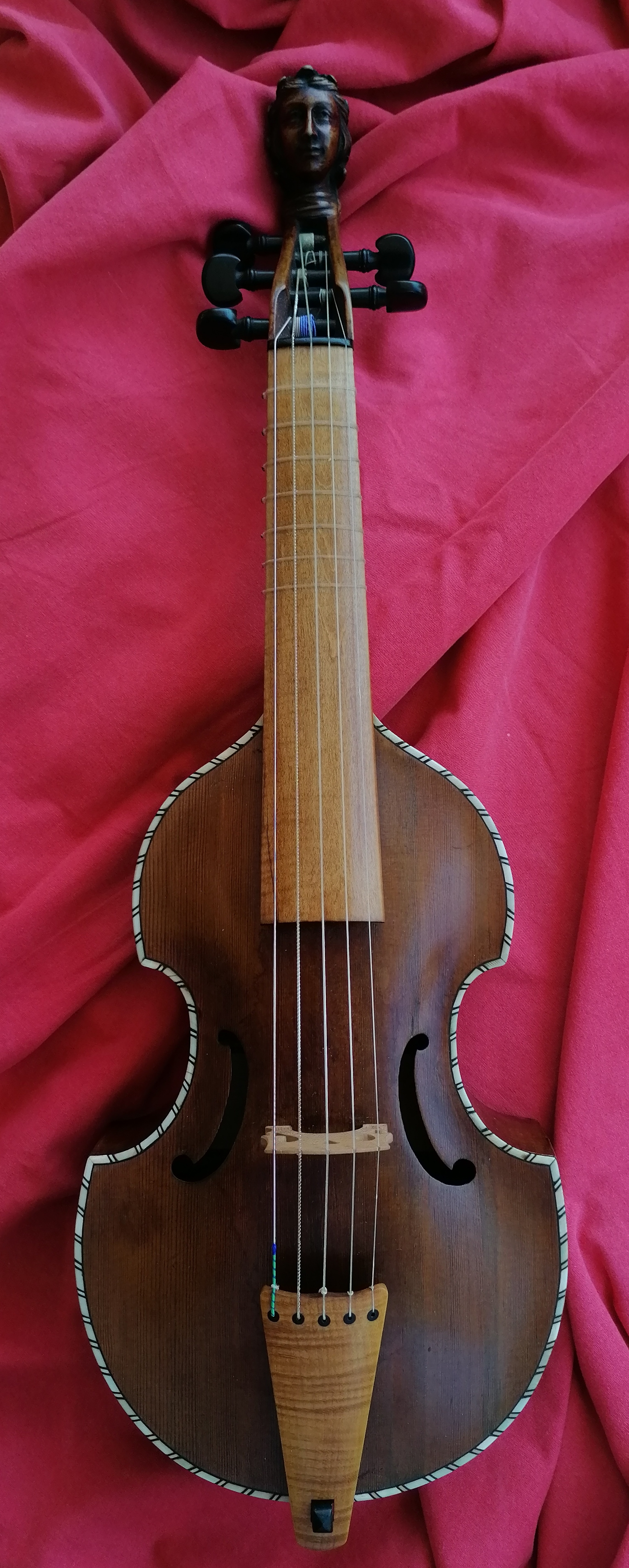
Pardessus de viole de gambe (1730)
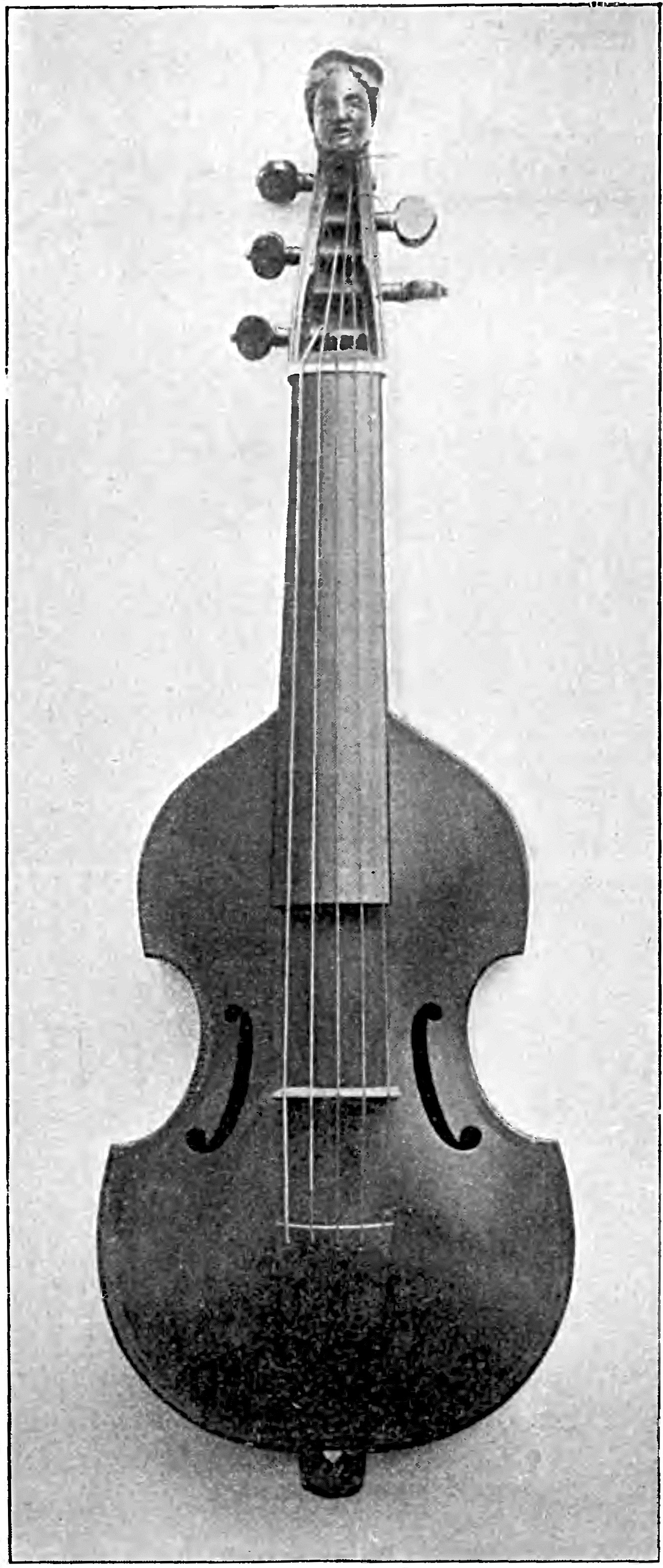
Pardessus de viole ou quinton de Louis Guersan - (Paris, 1768)

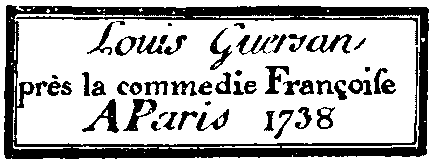
Étiquette Louis Guersan, 1738
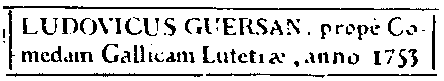
Étiquette Louis Guersan, 1753
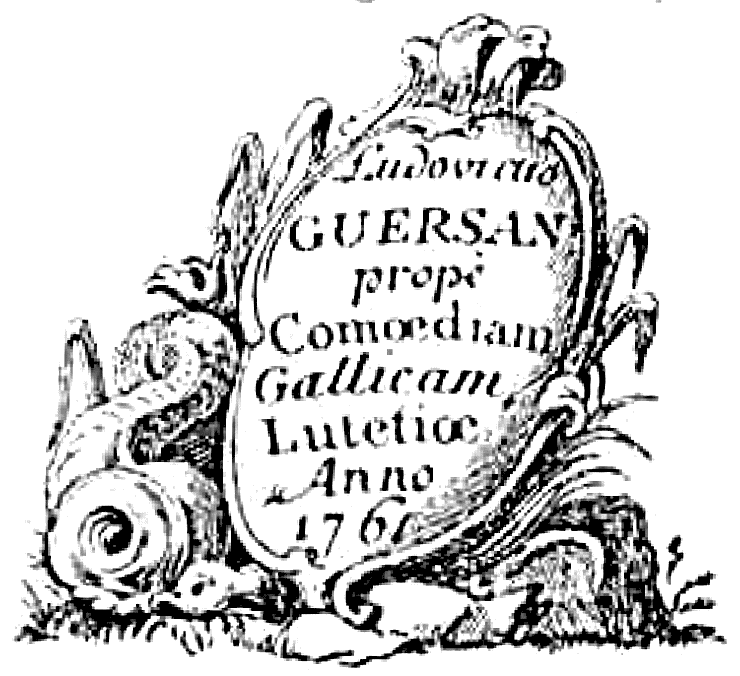
Étiquette Louis Guersan, 1761
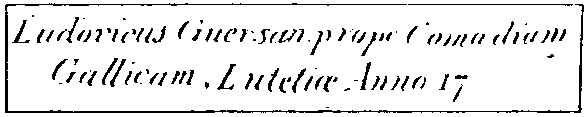
Étiquette Louis Guersan, 17.., violoncelle